# 大瀧寺
大瀧寺（おおたきじ）は徳島県美馬市脇町に所在する真言宗御室派準別格本山の寺院。福大山（ふくだいさん）、慈眼院（じげんいん）と号す。本尊は西照大権現（にしてるだいこんげん）。四国八十八箇所総奥の院、四国別格二十霊場二十番札所。
- 本尊真言：南無西照大権現
- 御詠歌：霊峰の 岩間にひらく 法の道　厄をながして 衆生（ひと）ぞすくわる

## 概要

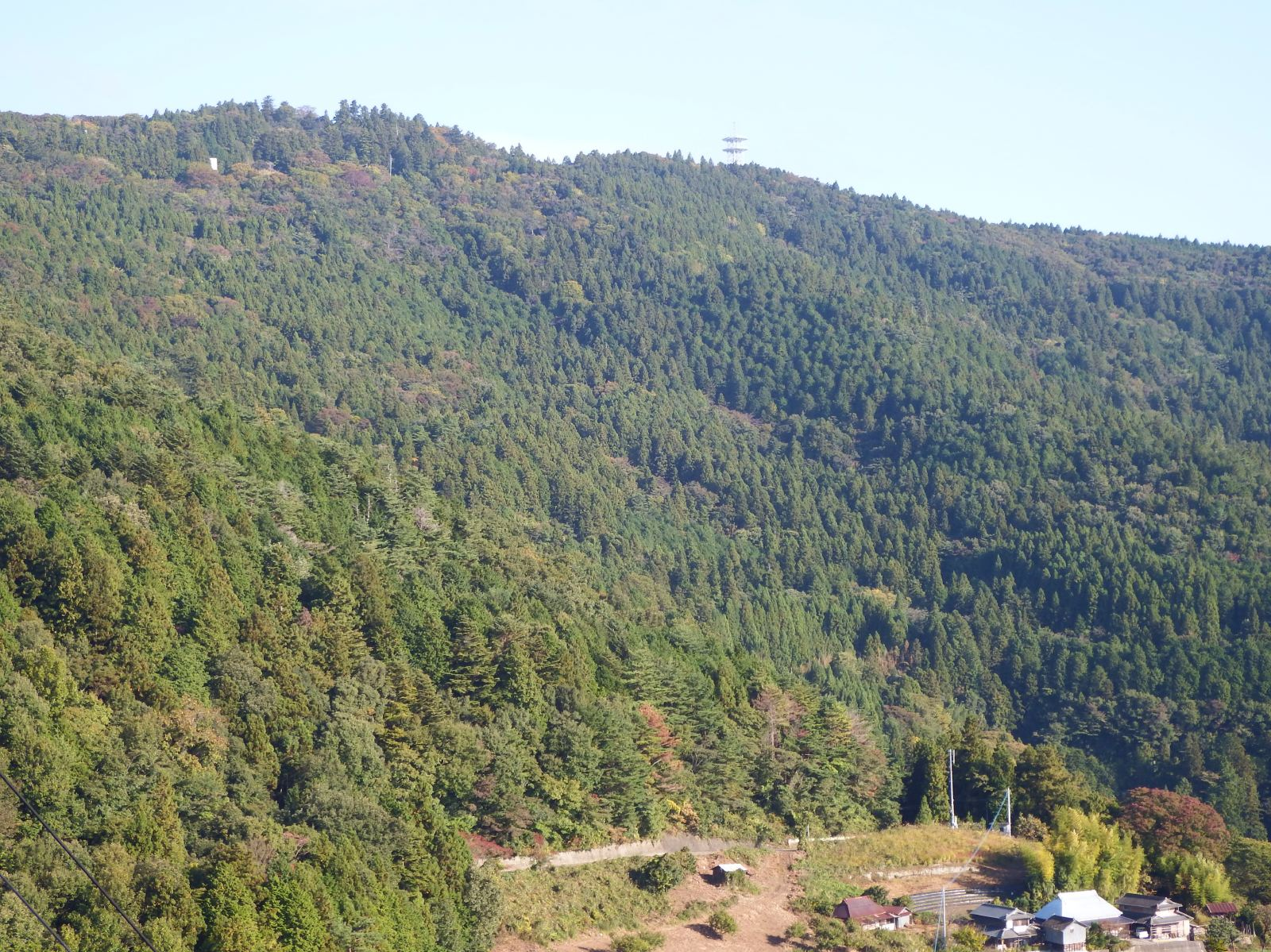
大滝山の山頂

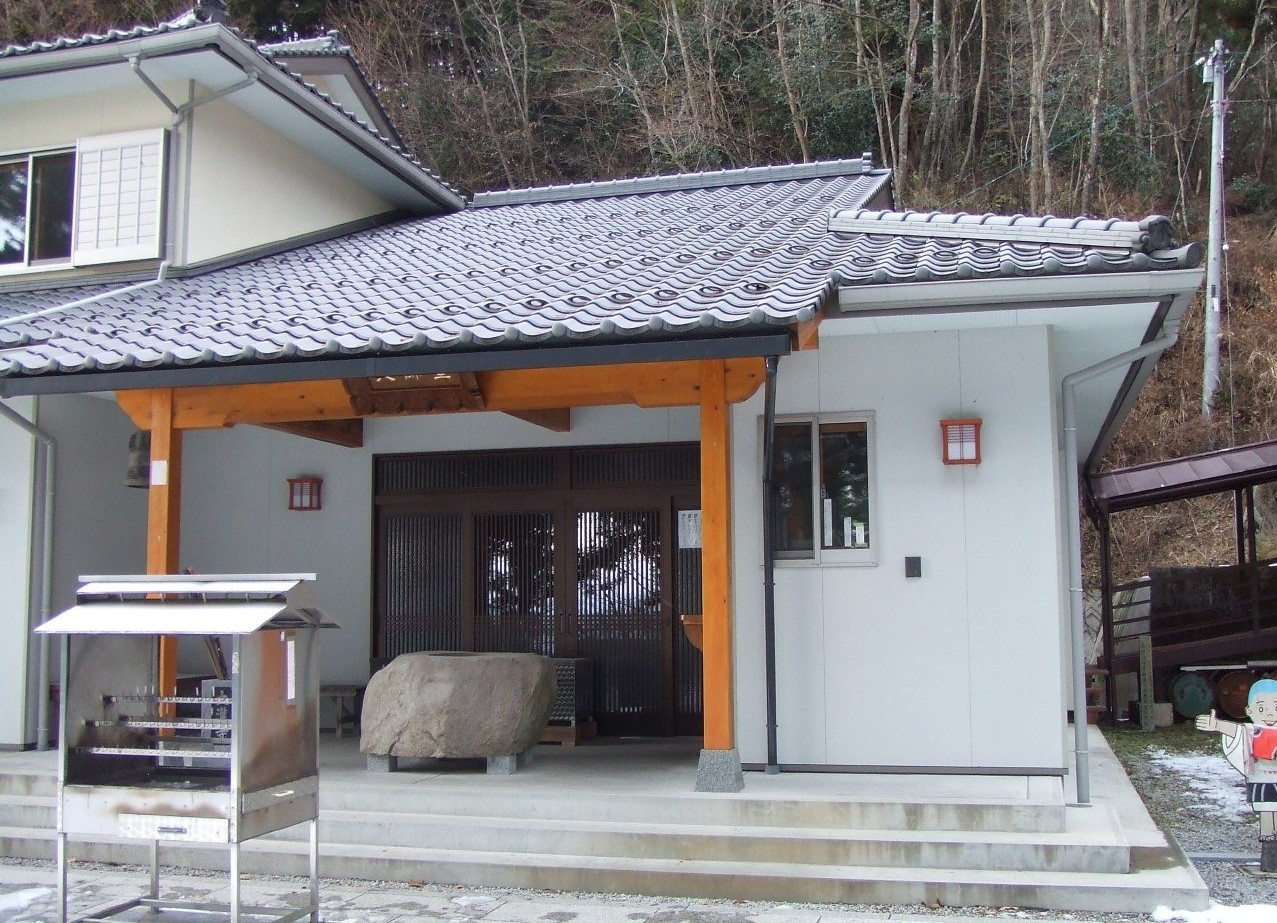
大師堂

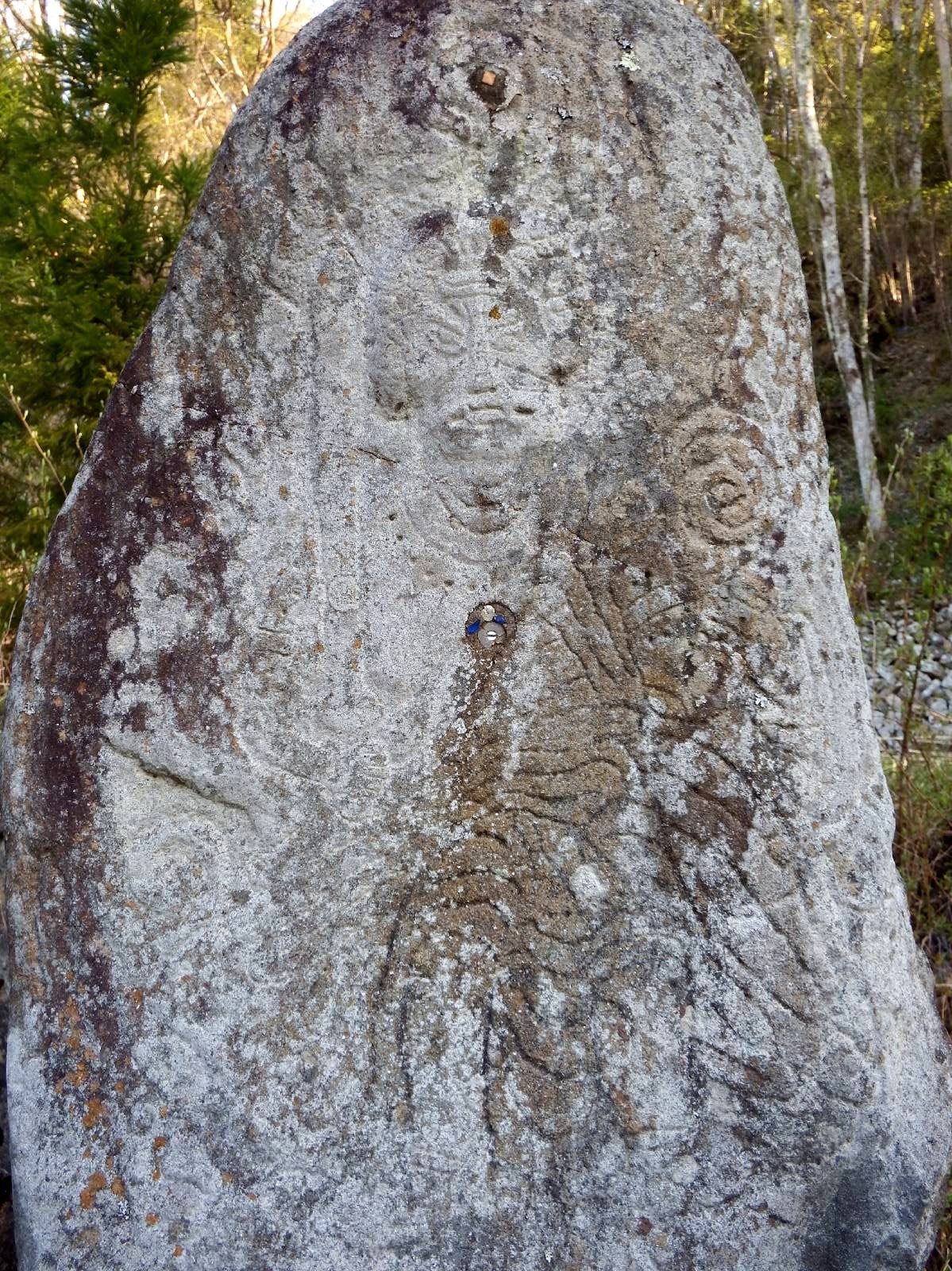
不動明王が彫られた石

徳島県美馬市と香川県高松市の境にある大滝山（標高946 m）の山頂近くの標高910 m辺りにあり、別格二十霊場（四国八十八箇所を含めても）のうちで最も高所に位置する。明治初期の神仏分離以前は西照神社本殿から西へ約50 mの同じ壇（標高935 m付近）に当寺本堂があった。また、今は不明になったが、当寺の奥之院が山上にあり滝があったとの伝承がある。往時は、阿波の麓から讃岐の麓まで檀家があったと云われ、夏子ダム方向から来る参詣者が多いが、脇町中央方面からの道で来ると、かつて繁栄していたのがわかる。

## 歴史
伝承によれば、奈良時代の神亀3年（726年）に行基が讃岐側から大滝山に登り山上に一宇を建立し阿弥陀三尊を安置したことに始まるとされる。空海は、青年期に「阿国大瀧嶽ニ躋リ攀ヂ（のぼりよぢ）」て求聞持法を修したと自著「三教指帰」に記しているが、この大瀧嶽は当山とも、阿南市の太龍寺（舎心嶽）ともいう。平安時代前期の弘仁6年（815年）に空海が再びこの地を訪れて寺院を再興し、西照大権現の像を安置したといわれる。
天安2年（858年）には聖宝（理源大師）が登り、厄除厄流の大護摩を修法したと伝えられている。
江戸時代には徳島藩家老稲田氏の祈願所となり、高松藩の崇敬も集め、西照大権現堂、龍王堂、護摩堂、観音堂、不動堂、弘法大師御影堂、鐘楼堂があり、ずっと下方の民家からすぐ上がったところに仁王門があり、参道には18基の鳥居があったという。また、東方山中に奥の院熊野十二社大権現があった。しかし、幾度かの火災により多くは失われた。
隣接する西照神社とは神仏混淆の山岳信仰宗教施設「西照権現」として存在していたが、明治初期の神仏分離令により大瀧寺と西照神社とに分離された。
その後、大正時代のリョウガ住職の時代は栄え、大窪寺にも当住職の弟子が派遣されたと云われ、四国八十八箇所88番を打って当寺に訪れた遍路もいたことから四国八十八箇所総奥ノ院と云われた。今でも、四国別格札所巡りの遍路だけでなく健脚の遍路は当山を歩きで訪れる。
- 西照権現の由来：空海が弘仁六年再度訪れ祈念をしていると、白髪の翁が忽然と現れ「我是れ汝が遠祖　天忍日命神（あまのおしひのみこと）の使いなり」空海問う「その神跡いずれなりや」翁曰く「即ち此処なり」と古塚を教えて、その形、古き蝦蟇（がま:ガマガエル）と変じて古塚に入りて身を隠す扨てこそ故あらんと此の処に草庵を構えてその霊を祀る。その後その草庵を大瀧寺と改め、その神を西照大権現と号す。（本堂に掲示の解説より）

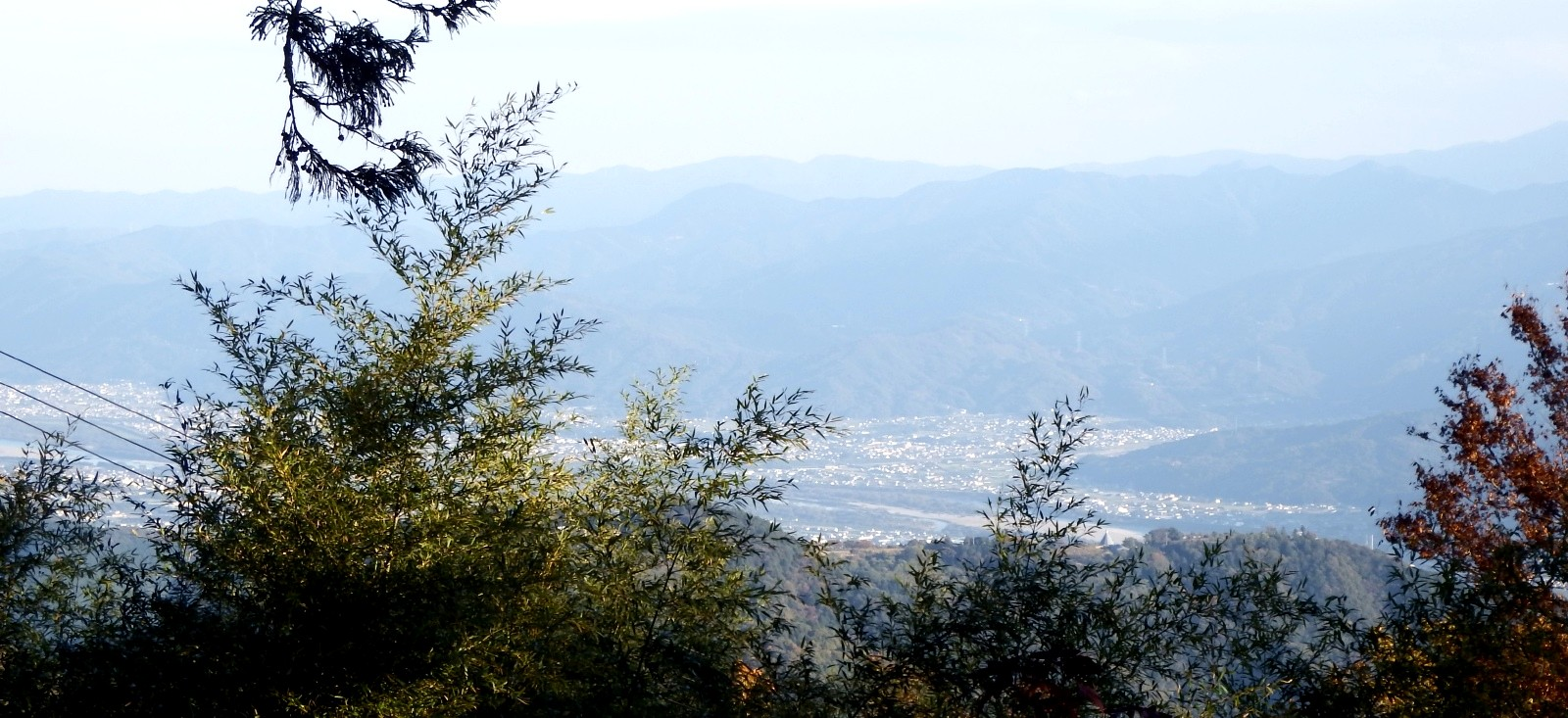
大瀧寺の境内から吉野川を臨む

## 境内

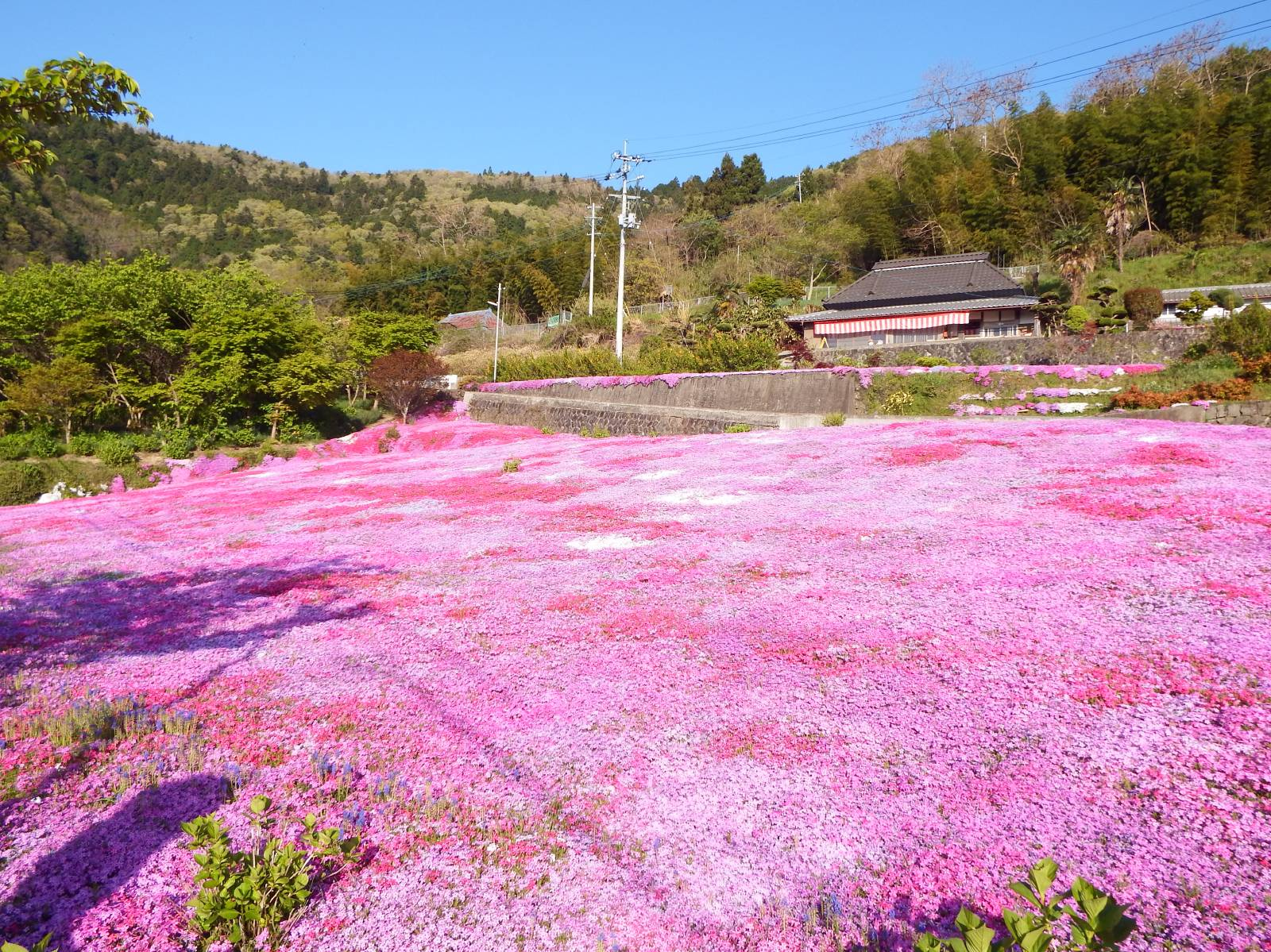
広棚花の里

- 本堂：拝殿と一段高く奥殿の二重構造。一番奥に西照権現を祀り、その前に阿弥陀三尊、さらに前に護摩壇を有している。
- 大師堂：大師像を拝顔できる。
- 鐘堂
- 石に彫られた仏画：本堂向かって右横にある。
- 旧境内跡：山頂東尾根にある西照神社本殿の向かって左から約20 mの森から西へは当寺の境内地で、さらに約20 m入った所に旧本堂跡がある。この約10 m上は大滝山頂上で、石仏や石碑が山中に点在している。

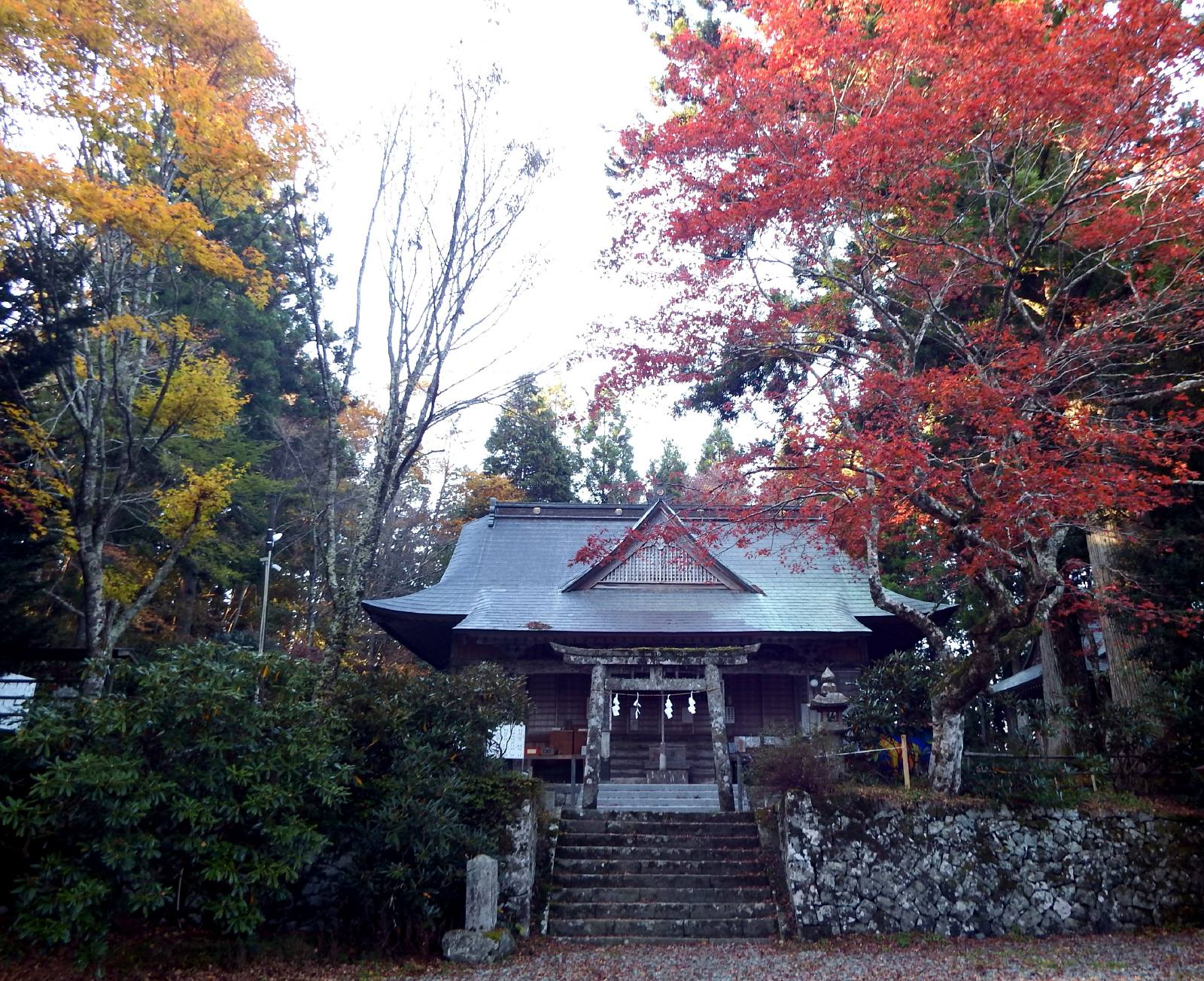
西照神社本殿
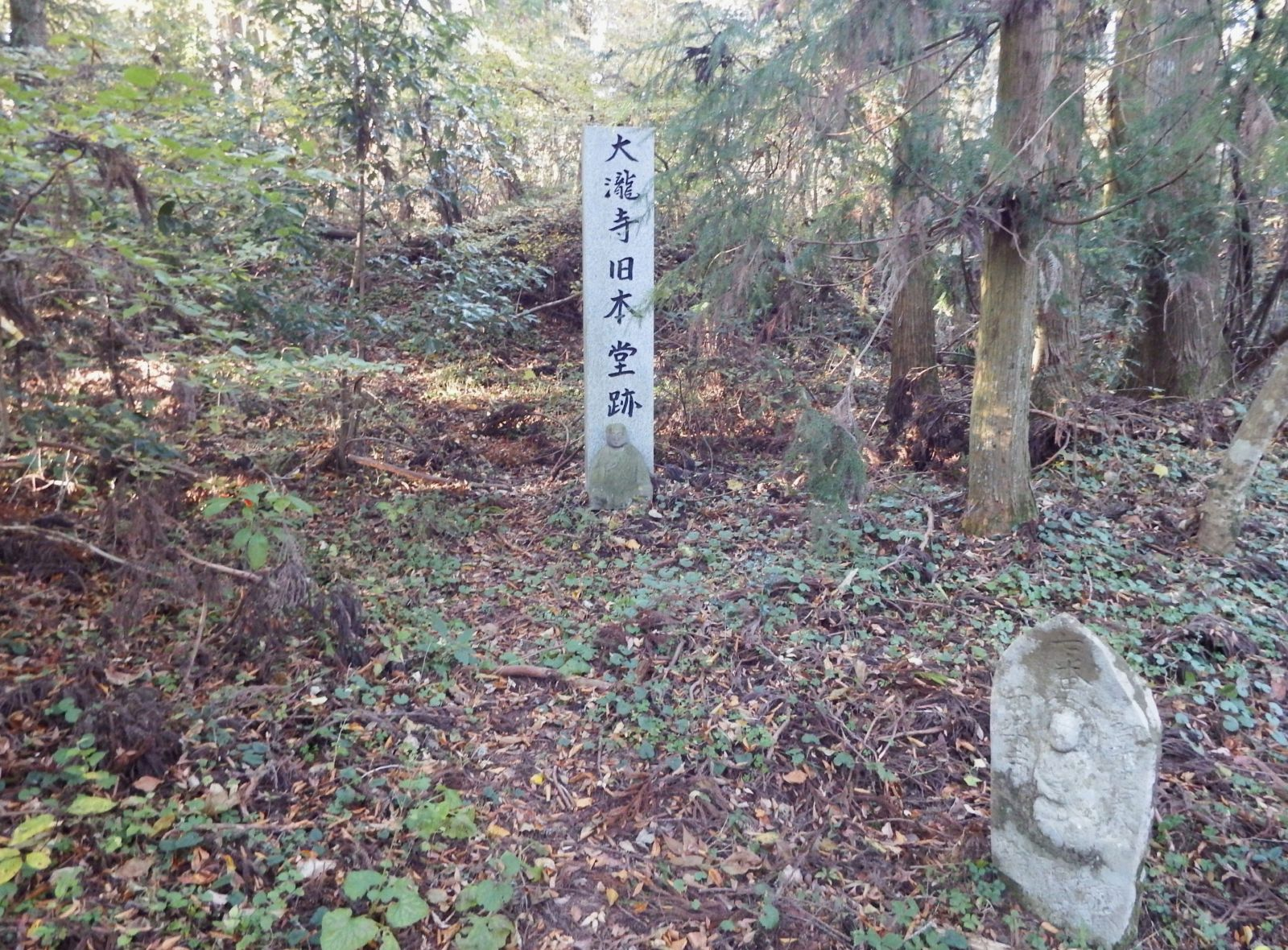
当寺の旧本堂跡
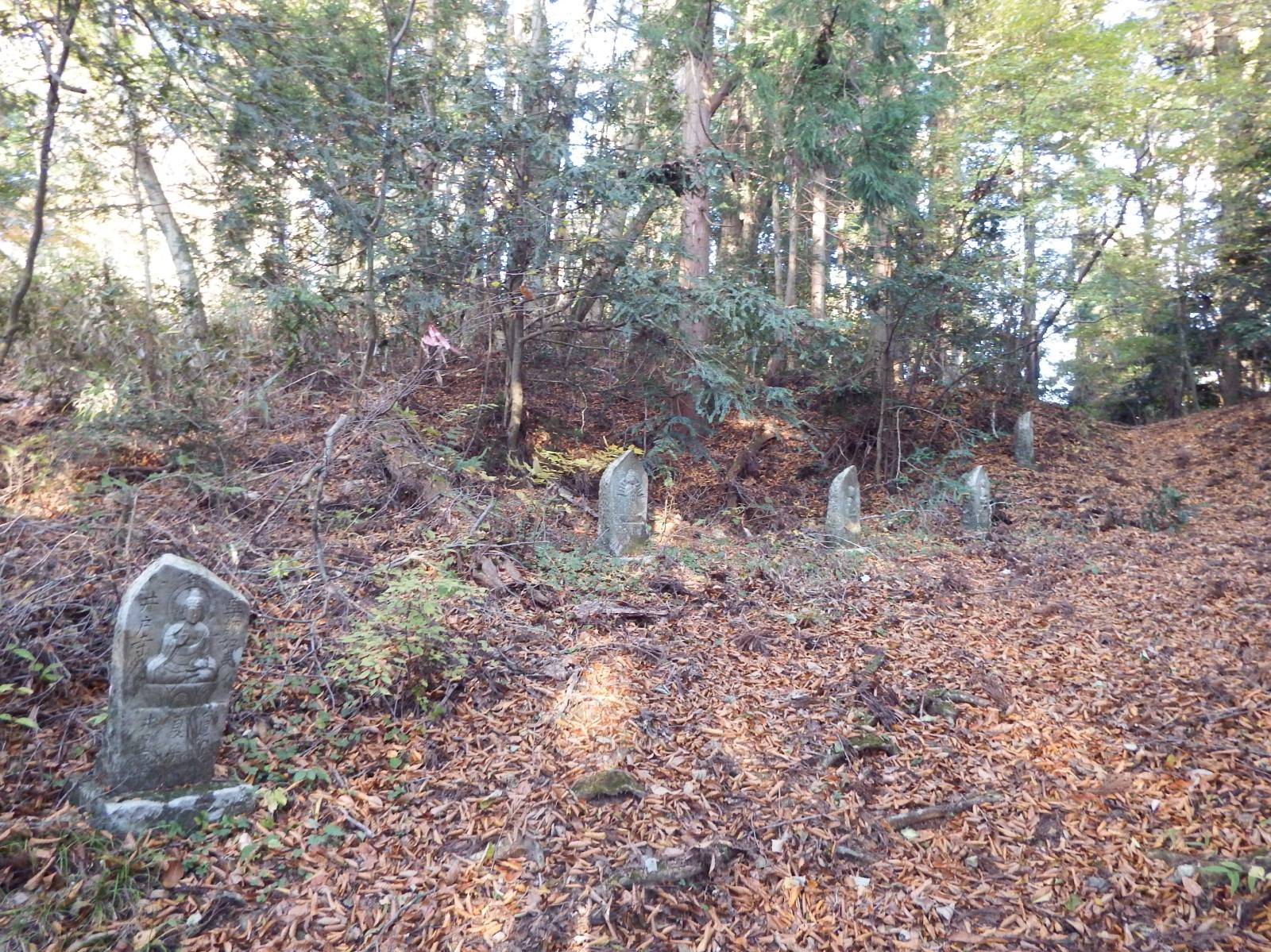
大滝山の山頂ラインに並ぶミニ四国の石仏
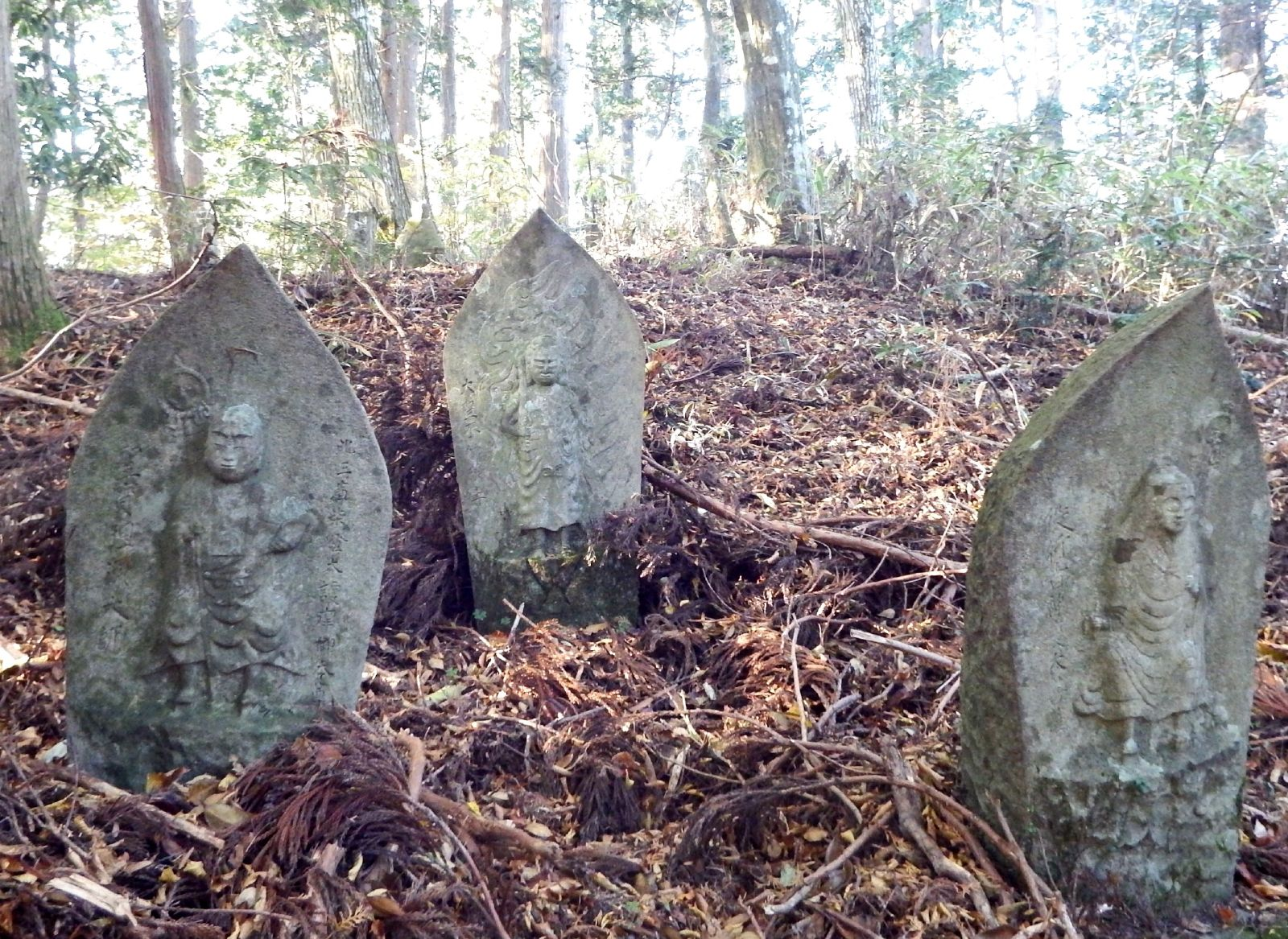
大滝山頂上直下の大聖不動明王・役行者神変大菩薩・聖寶理源大師
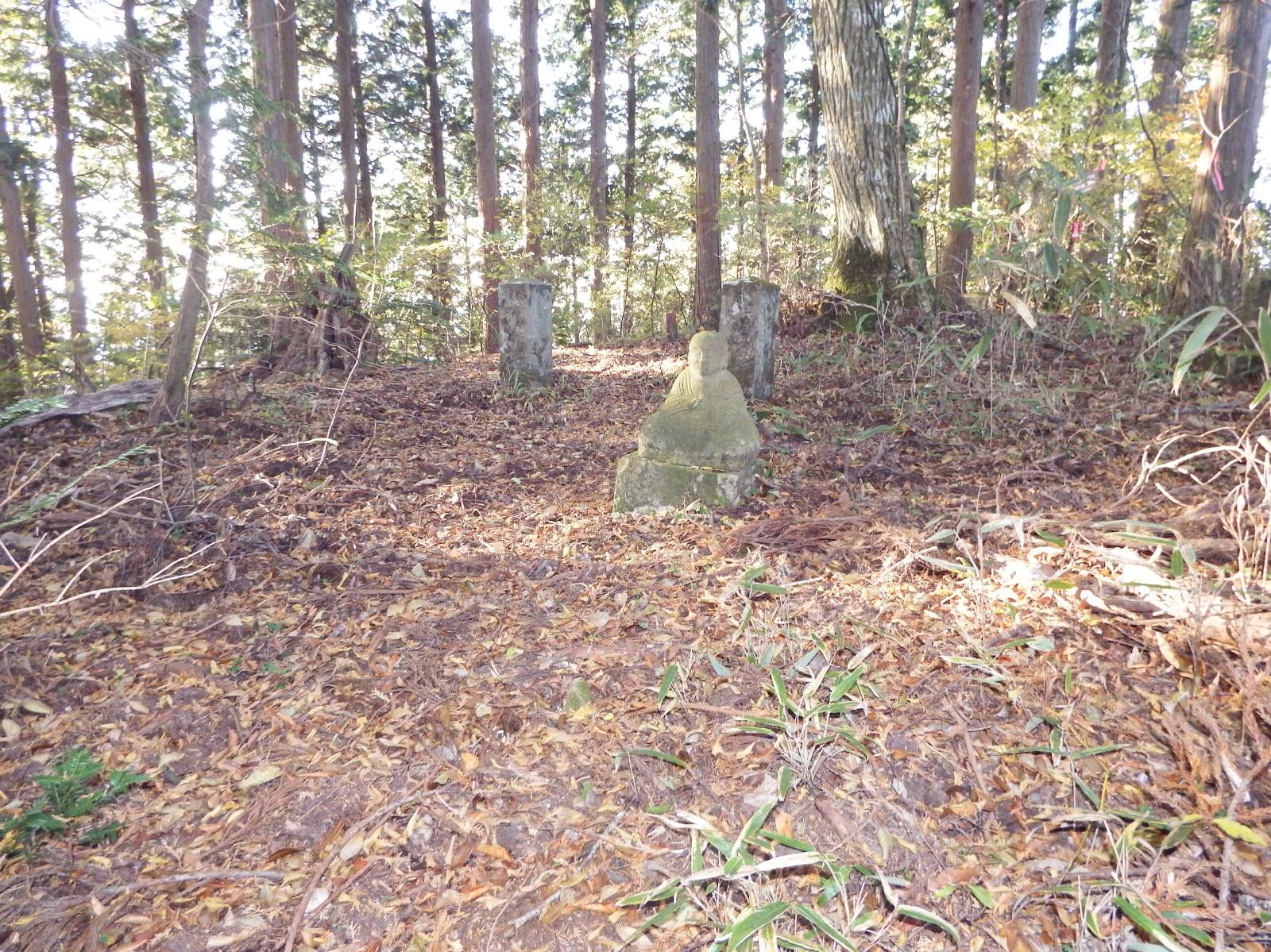
大滝山頂上
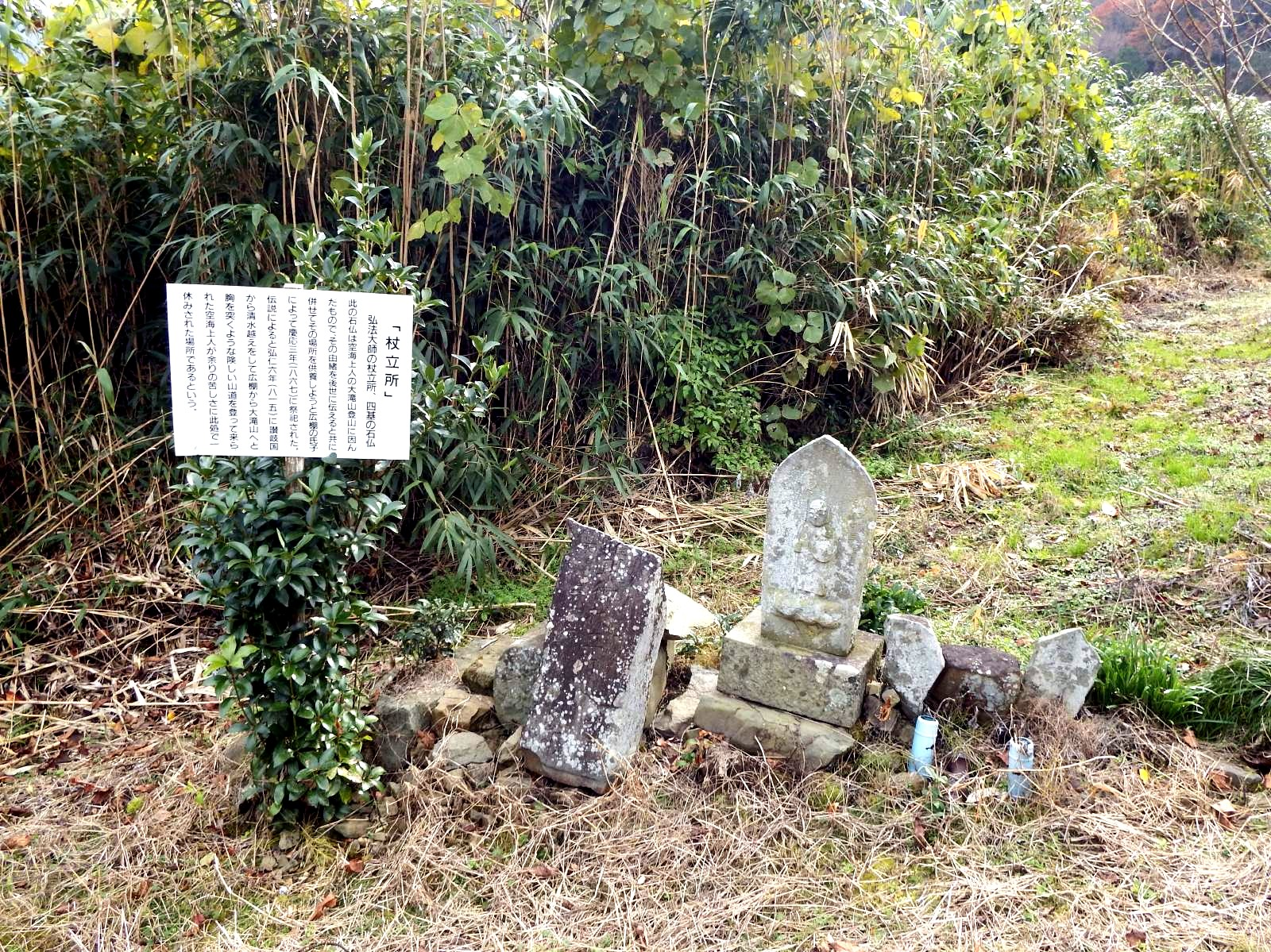
広棚の杖立所

- 杖立所（ついたてどころ）：当寺まであと20丁。大滝寺への車道の右側（上）で、芝桜の咲く「広棚花の里」の分岐を斜めに約100 m上がった左側（下）の畑の中にある。空海が讃岐より清水越えから当寺へ向かった途中に一休みした場所で、「西照大権現御杖立所」の石碑と4基の石仏があり、1867年に地元の人達が後世に伝えようとして祭祀された。

## 前後の札所
四国別格二十霊場
19 香西寺 -- (41.1 km) -- 20 大瀧寺 -- (47.6 km) -- 1 大山寺